# Morata de Tajuña
Morata de Tajuña é um município da Espanha, na província e comunidade autônoma de Madrid. Tem 4,3 km² de área e em 2021 tinha 7 924 habitantes (densidade: 1 842,8 hab./km²).
Limita com os municípios de Arganda del Rey, Chinchón, Perales de Tajuña, San Martín de la Vega e Valdelaguna, localizando-se na zona sudeste de Madrid.
São famosas as suas Palmeritas (palmier, em português), fabricadas em 6 pastelarias do município. Anualmente realiza-se a Feira da Palmerita de Morata.